# Märg (botanik)

Märg.

Märgen är den mjuka grundvävnaden i centrum av en växtstam. Märgen är alltid lösare än den omgivande vävnaden och har ofta annan färg än den; oftast är märgen vitaktig.
En del stammar har mycket tjock märg, såsom fläder och rispappersbuske. I andra fall följer inte märgen med när de omgivande vävnaderna växer, och då uppstår en märghåla, en hålighet med tvärväggar vid noderna, till exempel i grässtrån eller hos många av de flockblommiga växterna. Hos sagopalmen är märgen grov och stärkelserik och äts bland annat i Indonesien och Malaysia.
Även centrum av en lavbål, den del av bålen som enbart består av svamphyfer, kallas för märg.